# Give It Up to Me
Singles par Shakira
Did It Again
(2009) Gypsy
(2010)
Singles par Lil Wayne
I Can Transform Ya
(2009) On Fire
(2009)
Pistes de She Wolf
Loba
(13) Did It Again [Remix feat. Kid Cudi]
(4)
Give It Up to Me est une chanson de la chanteuse colombienne Shakira, extraite de son sixième album studio She Wolf. Le titre est une collaboration avec le rappeur américain Lil Wayne et a été produit par Timbaland. Il n'est pas présent sur toutes les éditions de l'album. La chanson a été certifiée « Or » par la Recording Industry Association of America le 22 mars 2010, pour avoir été vendue à plus de 500 000 exemplaires.